# Pierre Delafenestre
Pierre Antoine Paul Delafenestre est un homme politique français né le 1er novembre 1764 à Saint-Maigrin (Charente-Maritime) et mort à une date inconnue.

## Biographie
Juge à Jonzac, il est député de la Charente-Maritime en 1815, pendant les Cent-Jours.

## Sources
- « Pierre Delafenestre », dans Adolphe Robert et Gaston Cougny, Dictionnaire des parlementaires français, Edgar Bourloton, 1889-1891 [détail de l’édition]